# Battaglia di Altopascio
La battaglia di Altopascio fu un evento bellico che ebbe luogo nella piana di Altopascio il 23 settembre 1325 tra le truppe ghibelline lucchesi di Castruccio Castracani degli Antelminelli e gli alleati milanesi di Azzone Visconti e le forze guelfe fiorentine e senesi guidate da Ramon de Cardona, capitano della guardia pontificia sotto Giovanni XXII.

## Antefatti

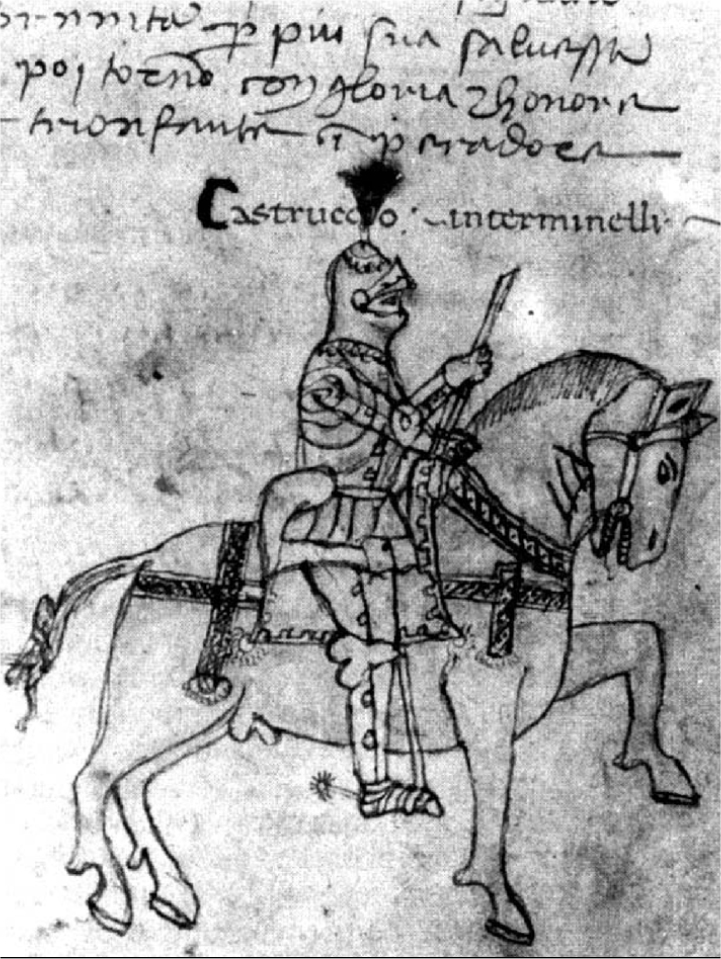
Castruccio Castracani, Biblioteca Statale di Lucca

Dopo aver sottomesso altri centri ghibellini, Castruccio aveva conquistato Pistoia e minacciava la stessa Firenze.
Le truppe fiorentine si mossero in forze per attaccare Castruccio ad Altopascio, ma questi, non ritenendosi ancora pronto a dar battaglia e attendendo rinforzi dai Bonacolsi, dai Visconti e da Cangrande della Scala, scelse una tattica dilatoria e si acquartierò presso l'attuale Montecarlo.
Da quanto racconta Machiavelli nelle Istorie Fiorentine le truppe fiorentine, ed alleate, erano composte da circa 20 000 fanti e 3 000 cavalieri. Queste truppe partirono da Firenze agli inizi del mese di giugno del 1325 verso la cittadina di Altopascio. Assediata dal Cardona, la piccola guarnigione di Altopascio, formata da 500 uomini, dovette arrendersi alle preponderanti forze nemiche, costituite da 15 000 fanti e 2 500 cavalieri. Queste erano formate in gran parte da mercenari, tra cui francesi, tedeschi e borgognoni; nonostante l'evidente disparità di forze gli altopascesi riuscirono a resistere 26 giorni, dal 3 al 29 agosto 1325. I vincitori, stanziatisi ad Altopascio, subirono notevoli perdite per l'ambiente malsano (il centro era allora circondato da zone paludose, in particolare il lago di Sesto) e per le risse e la corruzione che serpeggiavano tra i soldati. Per questo, il 9 settembre spostò il campo alla Badia Pozzeveri, ma si rese presto conto di aver commesso un errore, in quanto era ancora meno salubre e difendibile.
Nel frattempo Castruccio, che era riuscito a stabilire un'alleanza con i milanesi, rinforzò le posizioni di Vivinaia, del Cerruglio (ora Montecarlo) e di Porcari.

## Svolgimento
Il 21 settembre un manipolo di soldati e braccianti mandati dal Cardona a preparare un nuovo accampamento, nel tentativo di spostarsi verso la più salubre collina di Montecarlo, venne attaccato e distrutto nella zona tra Porcari e Montechiari.
Il condottiero guelfo, temendo una caduta di prestigio, si preparò alla reazione schierando le sue truppe nella piana di Altopascio, che gli offriva maggiori vie di fuga.
I soccorsi milanesi tardavano perché Azzone Visconti, nipote di Galeazzo, che era appena giunto a Lucca dopo una lunga cavalcata da Borgo San Donnino, voleva riposare le sue truppe prima di scendere in battaglia. Stando ad alcune fonti, Castruccio dovette versare in anticipo 25 000 fiorini d'oro per il suo intervento. A detta del Villani, a convincere Azzo vennero mandate anche le più belle donne di Lucca, compresa la stessa moglie di Castruccio, Pina dei signori di Corvaia.
Il 23 settembre 1325 Castruccio, con l'aiuto anche dei milanesi di Azzo Visconti e degli aretini di Guido Tarlati, dovette accettare battaglia e affrontò i guelfi in campo aperto. Al primo attacco primeggiarono i fiorentini, ma alla seconda carica di cavalleria non ressero il contrattacco e furono ridotti allo sbaraglio; i fanti fiorentini vennero travolti dai propri cavalieri in ritirata a rotta di collo (lo stesso Cardona fuggì), mentre la cavalleria lucchese tagliava tutte le vie di fuga.
Viene annotato negli Annali minori (aretini) : “1325 - ... i Fiorentini andarono con l'esercito … Raimondo era il loro capitano …. un parte dell'esercito di Castruccio venne contro  i Fiorentini i li pose in conflitto ed allora molti di essi furono uccisi … e dopo tre giorni i Lombardi vennero in aiuto, cioè Azzone, figlio del signore Visconti di Milano … ed i fiorentini furono debellati, presi ed uccisi … e a tutte le predette cose parteciparono i militi di Arezzo e il signore vescovo.”

## Esito
Per Castruccio fu una vittoria strepitosa: i ghibellini riconquistarono Altopascio e diversi altri borghi e tutti i guelfi, compreso il Cardona, vennero fatti prigionieri.
Il 29 settembre anche Signa cadde e il 2 ottobre Castruccio si spinse a Peretola.
Il giorno 11 di novembre (giorno di san Martino) la città di Lucca gli dedicò un trionfo in stile romano, in cui venne mostrato anche il Carroccio conquistato ai fiorentini, con la campana senza battacchio e lo stendardo fiorentino capovolto.
Alle porte di Firenze, Castruccio, Guido Tarlati e Azzone fecero correre, per scherno, tre palii, uno di cavalieri, il secondo di persone a piedi e il terzo di prostitute per vendicarsi di quanto avevano fatto i fiorentini due anni prima sotto le mura di Milano. Inoltre, per celebrare la vittoria, Castruccio coniò una moneta che fu chiamata castruccino.